# 1. Fußball-Club Nürnberg Verein für Leibesübungen
Il 1. Fußball-Club Nürnberg Verein für Leibesübungen, meglio noto come 1. FC Nürnberg o con l'acronimo 1. FCN, e in italiano Norimberga, è una società polisportiva tedesca avente sede a Norimberga e nota principalmente per la sua sezione calcistica, che milita nella 2. Fußball-Bundesliga, la seconda divisione del campionato tedesco. Il club comprende, oltre a quella calcistica, squadre di pugilato, pallamano, hockey, pattinaggio in linea e su ghiaccio, nuoto, sci e tennis.
Fondata nel 1900.05.04, la squadra di calcio inizialmente militò nel campionato di calcio della Germania meridionale, che vinse per la prima volta nel 1916, mentre si aggiudicò il primo titolo nazionale nel 1919-1920. Prima del 1963, anno di istituzione della Bundesliga, Der Club, com'è soprannominato il Norimberga, ha detenuto il titolo di Deutscher Rekordmeister (squadra vincitrice di più campionati) per oltre sessant'anni, anche se a volte ha condiviso l'onore con lo Schalke 04. Vinse, infatti, 11 campionati regionali, tra cui quello di Oberliga Süd costituito nel 1945, e altri 7 campionati nazionali, di cui soltanto l'ultimo, nel 1967-1968, dopo l'istituzione della Bundesliga. Nel 1987 fu superata dal Bayern Monaco quale squadra con il maggior numero di titoli nazionali. La squadra vanta altresì la vittoria di 4 Coppe di Germania. È attualmente la squadra con il maggior numero di retrocessioni dalla Bundesliga (nove).
Gioca le partite casalinghe nel Max-Morlock-Stadion, già Frankenstadion, di Norimberga (50 000 posti, di cui 36 771 a sedere), che ospitò alcune partite del campionato del mondo di Germania 2006.

## Storia

### L'ascesa de "Il Club"

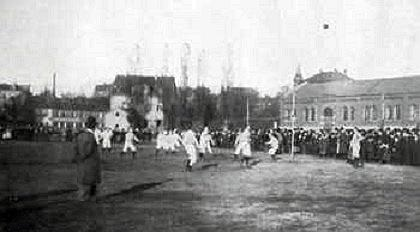
La prima partita contro il nel 1901

Il 1. Fußball-Club Nürnberg Verein für Leibesübungen fu fondato il 4 marzo 1900 da un gruppo di diciotto giovani che si erano radunati in un pub locale, il Bürenhütte, con lo scopo di formare una squadra di calcio, preferito al rugby, un altro dei nuovi sport "inglesi" che si andavano diffondendo in quel periodo.
Fino al 1909 la squadra aveva giocato così bene da far sperare nella conquista del campionato della Germania meridionale. Dopo la prima guerra mondiale, infatti, il Norimberga avrebbe gradualmente imposto il proprio dominio sulla scena calcistica tedesca. Tra il luglio 1918 ed il febbraio 1922 la squadra ottenne una striscia di imbattibilità di 104 partite ufficiali. Già dal 1919 la società era indicata con il nome Der Club (Il Club), un riconoscimento all'abilità e allo stile del Norimberga dentro e fuori dal campo, e si avviava a diventare una delle squadre tedesche più popolari e più vincenti.
Nel primo campionato disputato dopo la fine della prima guerra mondiale il Norimberga affrontò in finale il Spielvereinigung Greuther Fürth, campione in carica, battendolo per 2-0. Fu quello il primo dei cinque titoli che Der Club avrebbe conquistato nel giro di otto anni. In ognuna di queste vittoria il Norimberga annichilì i rivali.
La finale del 1922 fu aspramente contesa tra il Norimberga e l'Amburgo, ma non arrivò mai ad una conclusione sul campo. Il match era bloccato sul 2-2 dopo tre ore e dieci minuti di gioco. Anche la ripetizione della partita proseguì ai tempi supplementari e, in un'epoca che non consentiva sostituzioni, si era sul punteggio di 1-1 quando, con il Norimberga ridotto a sette calciatori, l'arbitro decise che non avrebbe potuto continuare a giocare. La DFB (Deutscher Fussball Bund o federazione calcistica della Germania) assegnò la vittoria all'Amburgo, a condizione che quest'ultimo rinunciasse al titolo nel nome della "buona sportività", decisione che l'Amburgo accettò malvolentieri. Alla fine il trofeo Viktoria quell'anno non fu presentato ufficialmente per ragioni politiche più o meno sordide.

### Dopo gli anni di gloria
Il dominio dell'1. FCN stava già per affievolirsi quando conquistò l'ultimo trofeo dell'epoca nel 1927, con il calcio che si sviluppava verso ritmi di gioco più veloci non adatti all'andatura lenta e compassata della squadra. Mentre il club continuava ad allestire squadre forti, altre società arrivavano sulla ribalta nazionale. Nel 1934 perse in finale contro lo Schalke 04, club che sarebbe diventato il più forte nell'epoca del Terzo Reich. Il Norimberga conquistò due altri titoli nazionali poco prima e subito dopo la seconda guerra mondiale, nel 1936 e nel 1948, nella sua prima finale del dopoguerra. Nel 1935 e nel 1939 vinse poi due Tschammerpokal, l'antesignana dell'odierna Coppa di Germania.

### Epoca moderna
Nel 1961 il Norimberga vinse il suo ottavo titolo nazionale e perse la finale del campionato dell'anno successivo, in cui, però, si rifece della sconfitta patita l'anno prima ottenendo la sua seconda Coppa di Germania, nel 1962. Gli ottimi risultati resero naturale la candidatura del Norimberga tra le sedici migliori squadre della Germania scelte per formare la Bundesliga, la nuova lega calcistica professionistica tedesca, creata nel 1963. Nei primi anni di Bundesliga Der Club fu una squadra di metà classifica fino all'exploit del 1968: la squadra passò al comando della classifica alla quinta giornata e la mantenne fino alla fine della stagione, vincendo così il suo primo campionato di Bundesliga. L'anno seguente, però, si chiuse con un fallimento. L'allenatore Max Merkel, convinto che la squadra dei veterani fosse ormai troppo vecchia e incapace di ripetere l'impresa, escluse dalla rosa i giocatori della stagione precedente e ingaggiò dozzine di nuovi atleti. Alla fine la squadra retrocesse in seconda serie.
Passarono nove anni prima che la squadra si risollevasse. Dopo una serie di eliminazioni nei play-off per la promozione l'1. FCN ritornò in Bundesliga nel 1978, ma alla fine si piazzò al 17º posto e retrocesse nuovamente. L'anno seguente ci fu una pronta risalita, ma da allora le performance del club in Bundesliga sono state caratterizzate da molte difficoltà e piazzamenti nella parte bassa della graduatoria, con qualche retrocessione e permanenza nella Zweite Bundesliga per un anno o due. Il miglior piazzamento recente è il 5º posto conseguito nel 1988.
Alla metà degli anni novanta il Norimberga ebbe seri problemi finanziari, culminati in una penalizzazione di sei punti nella stagione 1995-1996 in Zweite Bundesliga, penalità che costò alla squadra la retrocessione in terza divisione. Una gestione oculata portò poi il Norimberga nuovamente in Bundesliga.

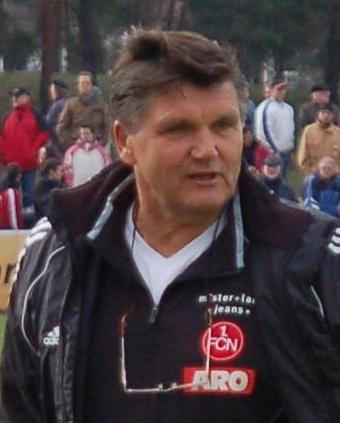
Hans Meyer, allenatore del Norimberga dal 2005 al 2008

Nel 1998-1999, però, il Norimberga andò incontro a quella che è stata definita una delle beffe più clamorose nella storia della Bundesliga. Prima dell'ultima giornata era al 12º posto con tre punti di vantaggio e +5 di differenza reti rispetto all'Eintracht Francoforte, che si trovava al 16º posto, serio candidato alla retrocessione. Il Norimberga si apprestava a chiudere la stagione con una partita apparentemente facile, quella contro il Friburgo, anch'esso impegnato nella lotta per la salvezza. L'Eintracht affrontava il Kaiserslautern, campione di Germania nell'annata precedente e allora in lotta per un posto in Coppa UEFA. Frank Baumann sprecò un'ottima occasione per segnare all'ultimo minuto del match e il Norimberga perse 2-1. Tutte le altre rivali del Norimberga vinsero, compreso l'Eintracht, che sconfisse nettamente il Kaiserslautern per 5-1. Con questo punteggio l'Eintracht colmò il distacco di tre punti ed eguagliò la differenza reti del Norimberga, che, sedicesima, retrocesse così in maniera inaspettata. Per decidere il declassamento della squadra bavarese fu infatti impiegato il terzo criterio: a parità di punti e di differenza reti con i francofortesi, il Norimberga retrocesse per aver segnato meno gol rispetto all'Eintracht.
Dopo lo shock la squadra si riprese subito. La risalita fu completata al termine della stagione 2000-2001. Il club giocò poi un'altra stagione in Bundesliga, prima di una nuova retrocessione al termine del campionato 2002-2003. La promozione fu immediata e la permanenza in Bundesliga fu poi di quattro anni, dal 2004 al 2008. Nella stagione 2005-2006 il Norimberga conseguì una brillante salvezza, classificandosi ottava in campionato, e un anno dopo guadagnò il sesto posto e conquistò la Coppa di Germania, superando in finale i neo-campioni nazionali dello Stoccarda per 3-2 dopo i tempi supplementari. Nel 2007-2008 disputò invece un'annata deludente, conclusa con il 16º posto e la retrocessione all'ultima giornata, quando perse per 2-0 contro lo Schalke 04.
Nella stagione seguente, tuttavia, la squadra francone riguadagnò la promozione. Classificatasi al terzo posto in Zweite Bundesliga, si qualificò infatti per lo spareggio con la terzultima della Bundesliga, l'Energie Cottbus, che batté per 3-0 in trasferta e per 2-0 in casa. In Bundesliga, nella stagione 2009-2010, il Norimberga si piazzò al 16º posto, piazzamento che costrinse la compagine a giocare i play-out per rimanere in prima serie. Lo spareggio ebbe esito positivo, poiché il Norimberga sconfisse l'Augusta (1-0 all'andata, 0-2 al ritorno) e rimase quindi in massima divisione. La stagione 2010-2011 fu molto positiva: la squadra di Dieter Hecking, infatti, nel girone di ritorno infilò un'ottima striscia di risultati utili consecutivi, ben otto. Il team si ritrovò a lottare per un posto in Europa League, ma pareggiò lo scontro diretto con il Magonza (0-0) e non riuscì ad arrivare a giocare per la seconda volta una coppa europea. I due campionati successivi furono chiusi al 10º posto. La stagione 2013-2014 si chiuse, invece, con un'amara retrocessione: dopo aver esonerato Wiesinger, arrivò l'olandese Verbeek. La vittoria tardò comunque ad arrivare, tanto che giunse solo a fine gennaio (4-0 all'Hoffenheim). I pareggi e altre poche vittorie tennero in vita il club fino alle ultime giornate. Fu esonerato anche Verbeek, ma la coppia Prinzen-Mintal raccolse solo tre sconfitte, tra cui quella fatale in casa dello Schalke. Il penultimo posto volle dire retrocessione in seconda serie.
Passarono quattro anni prima che il Norimberga ottenesse la promozione in Bundesliga, conseguita al termine dell'annata 2017-2018, ma poi vanificata da una nuova retrocessione immediata. La prima stagione nel campionato cadetto successiva alla retrocessione dalla massima serie vide il club scavalcato all'ultima giornata dal Karlsruhe, che impose al Norimberga il sedicesimo posto in graduatoria, valido per la disputa dello spareggio contro la terza classificata della 3.Liga, l'Ingolstadt 04. Dopo aver vinto 2-0 la gara d'andata in casa, il Norimberga perde 1-3 la gara di ritorno in trasferta, segnando la rete salvezza al 96º minuto di gioco, riuscendo così a mantenere la categoria grazie alla regola dei gol in trasferta.

## Colori e simboli

### Colori
I colori della maglia del Norimberga sono il rosso e il nero, che formano un motivo con delle righe orizzontali. Infine, i pantaloncini sono neri con bordi rossi e i calzettoni sono rossi con risvolto nero.

### Simboli ufficiali

#### Stemma
Il simbolo del Norimberga è composto da un cerchio rosso con all'interno, in bianco, la scritta "1. FCN".

## Strutture

### Stadio

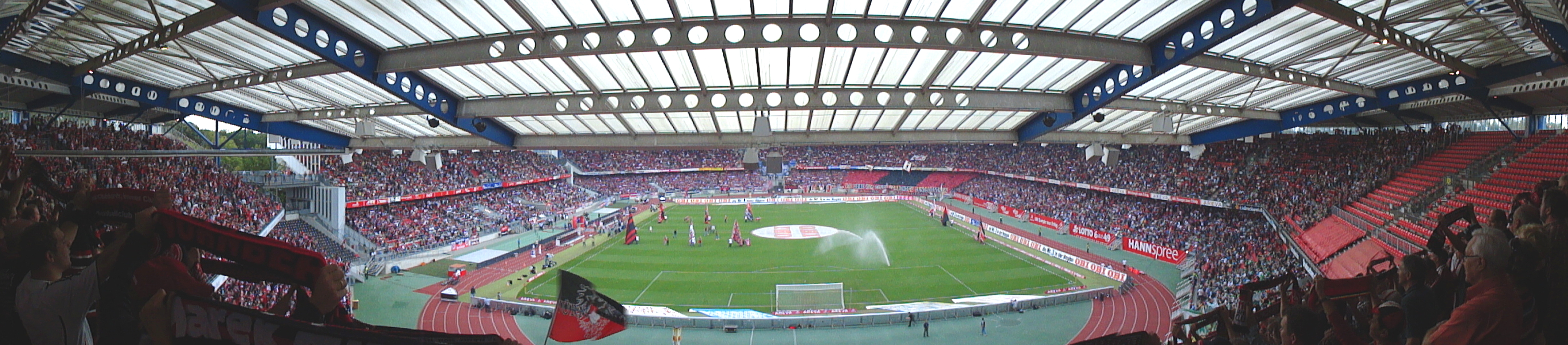
Veduta panoramica del Max-Morlock-Stadion.

Dal 1928 il club disputa le proprie gare interne nella Max-Morlock-Stadion, che sorge a Norimberga e che può ospitare 50.000 spettatori. Nel corso della sua vita è stato ristrutturato più volte ed ha assunto varie denominazioni (ad esempio Frankenstadion e easyCredit-Stadion) prima di essere intitolato all'omonimo calciatore che indossò per tutta la carriera la maglia del club e che divenne anche campione del mondo nel 1954.
L'impianto nella sua storia ha ospitato anche 5 gare del campionato del mondo 2006, tra cui un ottavo, e la finale della Coppa delle Coppe 1966-1967.

## Allenatori e presidenti
Tutti gli allenatori a partire dal 1963, anno di nascita della Bundesliga:
- 1963-1964  Jenő Csaknády
- 1964-1965  Gunther Baumann
- 1965-1966  Jenő Csaknády (01 lug.-07 nov.)
 Jenő Vincze (07 nov.-31 dic.)
 Max Merkel (03 gen.-30 giu.)
- 1966-1968  Max Merkel
- 1968-1969  Max Merkel (01 lug.-24 mar.)
 Robert Körner (25 mar.-12 apr.)
 Kuno Klötzer (12 apr.-30 giu.)
- 1969-1970  Kuno Klötzer
- 1970-1971  Thomas Barthel
- 1971-1972  Slobodan Mihajlović (01 lug.-01 ago.)
 Fritz Langner (02 ago.-05 dic.)
 Zlatko Čajkovski (06 dic.-30 giu.)
- 1972-1973  Zlatko Čajkovski
- 1973-1976  Hans Tilkowski
- 1976-1977  Horst Buhtz
- 1977-1978  Horst Buhtz (01 lug.-19 mag.)
 Werner Kern (20 mag.-30 giu.)
- 1978-1979  Werner Kern (01 lug.-20 dic.)
 Robert Gebhardt (21 dic.-30 giu.)
- 1979-1980  Jef Vliers (01 lug.-20 ago.)
 Robert Gebhardt (21 ago.-30 giu.)
- 1980-1981  Horst Heese (01 lug.-03 mar.)
 Fritz Popp (04 mar.-26 mag.)
 Fred Hoffmann (27 mag.-30 giu.)
- 1981-1982  Heinz Elzner (01 lug.-08 set.)
 Udo Klug (09 set.-30 giu.)
- 1982-1983  Udo Klug
- 1983-1984  Udo Klug(01 lug.-25 ott.)
 Rudolf Kröner (26 ott.-06 dic.)
 Fritz Popp (07 dic.-31 dic.)
 Heinz Höher (01 gen.-30 giu.)
- 1984-1988  Heinz Höher
- 1988-1989  Hermann Gerland
- 1989-1990  Hermann Gerland (01 lug.-09 apr.)
 Dieter Lieberwirth (10 apr.-30 giu.)
- 1990-1991  Arie Haan
- 1991-1993  Willi Entenmann
- 1993-1994  Willi Entenmann (01 lug.-09 nov.)
 Dieter Renner (10 nov.-02 gen.)
 Rainer Zobel (03 gen.-30 giu.)
- 1994-1995  Rainer Zobel (01 lug.-31 dic.)
 Günter Sebert (01 gen.-30 giu.)
- 1995-1996  Hermann Gerland (01 lug.-03 mag.)
 Willi Entenmann (04 mag.-30 giu.)
- 1996-1997  Willi Entenmann
- 1997-1998  Willi Entenmann (01 lug.-01 set.)
 Felix Magath (08 set.-30 giu.)
- 1998-1999  Felix Magath (01 lug.-17 set.)
 Willi Reimann (18 set.-30 nov.)
 Thomas Brunner (01 dic.-20 dic.)
 Friedel Rausch (21 dic.-30 giu.)
- 1999-2000  Friedel Rausch (01 lug.-19 feb.)
 Thomas Brunner (26 feb.-01 mar.)
 Klaus Augenthaler (02 mar.-30 giu.)
- 2000-2002  Klaus Augenthaler
- 2002-2003  Klaus Augenthaler (01 lug.-29 apr.)
 Wolfgang Wolf (30 apr.-30 giu.)
- 2003-2005  Wolfgang Wolf
- 2005-2006  Wolfgang Wolf (01 lug.-31 ott.)
 Jürgen Raab (05 nov.-07 nov.)
 Hans Meyer (09 nov.-30 giu.)
- 2006-2007  Hans Meyer
- 2007-2008  Hans Meyer (01 lug.-11 feb.)
 Thomas von Heesen (11 feb.-30 giu.)
- 2008-2009  Thomas von Heesen (01 lug.-28 ago.)
 Michael Oenning (29 ago.-30 giu.)
- 2009-2010  Michael Oenning (01 lug.-21 dic.)
 Dieter Hecking (22 dic.-30 giu.)
- 2010-2012  Dieter Hecking
- 2012-2013  Dieter Hecking (01 lug.-21 dic.)
 Michael Wiesinger (24 dic.-30 giu.)
- 2013-2014  Michael Wiesinger (01 lug.-07 ott.)
 Roger Prinzen (07 ott.-20 ott.)
 Gertjan Verbeek (22 ott.-22 apr.)
 Roger Prinzen (23 apr.-30 giu.)
- 2014-2015  Valérien Ismaël (01 lug.-10 nov.)
 René Weiler (12 nov.-30 giu.)
- 2014-2015  René Weiler
- 2015-2016  René Weiler (01 lug.-18 giu.)
 Alois Schwartz (25 giu.-30 giu.)
- 2016-2017  Alois Schwartz (01 lug.-07 mar.)
 Michael Köllner (08 mar.-30 giu.)
- 2017-2018  Michael Köllner
- 2018-2019  Michael Köllner (01 lug.-12 feb.)
 Boris Schommers (12 feb.-30 giu.)
- 2019-2020  Damir Canadi (01 lug.-04 nov.)
 Marek Mintál (05 nov.-11 nov.)
 Jens Keller (12 nov.-29 giu.)
 Michael Wiesinger (29 giu.-12 lug.)
- 2020-  Robert Klauß (12 lug.-12 lug.)

## Calciatori

### Vincitori di titoli
- Capocannoniere della Bundesliga: 1

 Marek Mintál (2004-2005)
- Campioni del Mondo

Andreas Köpke (1990)
Max Morlock (1954)

## Palmarès

### Competizioni nazionali
- Campionato tedesco: 9

1919-1920, 1920-1921, 1923-1924, 1924-1925, 1926-1927, 1935-1936, 1947-1948, 1960-1961, 1967-1968
- Coppa di Germania: 4

1935, 1939, 1961-1962, 2006-2007
- 2. Fußball-Bundesliga: 4  (record condiviso con Colonia, Arminia Bielefeld, Bochum e Friburgo)

1979-1980 (girone sud), 1984-1985, 2000-2001, 2003-2004
- Fußball-Regionalliga: 2

1970-1971 (Regionalliga Sud), 1996-1997 (Regionalliga Sud)

### Competizioni regionali
- Campionati della Germania meridionale: 7

1916, 1918, 1920, 1921, 1924, 1927, 1929
- Oberliga Süd: 6 (record)

1947, 1948, 1951, 1957, 1961, 1962
- Campionati di Baviera: 1

1907
- Coppa di Germania meridionale: 2

1919, 1924

### Competizioni internazionali
- Coppa Intertoto: 1

1968

### Competizioni giovanili
- Under-19 Bundesliga: 1

1973-1974
- DFB-Pokal der Junioren: 3

1986-1987, 1987-1988, 1992-1993

## Statistiche e record

### Partecipazione ai campionati e ai tornei internazionali

#### Campionati nazionali
Il Norimberga ha conquistato nove titoli tedeschi, l'ultimo dei quali nella Fußball-Bundesliga 1967-1968 (anche se retrocedette nella stagione successiva). Ad ogni modo trascorse la maggior parte della sua storia nelle massime divisioni nazionali, quali la Gauliga Bayern e l'Oberliga Süd, e partecipò inoltre alla prima edizione della Bundesliga, quella del 1963-1964.
Dalla stagione 1963-1964 alla 2025-2026 compresa il club ha ottenuto le seguenti partecipazioni ai campionati nazionali:
| Livello | Categoria                                           | Partecipazioni | Debutto   | Ultima stagione | Totale |
| ------- | --------------------------------------------------- | -------------- | --------- | --------------- | ------ |
| 1º      | Gau, Bezirksliga, Ostkreisliga, Bayernliga, Gauliga | 39             | 1905-1906 | 1944-1945       | 90     |
| 1º      | Oberliga                                            | 18             | 1945-1946 | 1962-1963       | 90     |
| 1º      | Bundesliga                                          | 33             | 1963-1964 | 2018-2019       | 90     |
| 2º      | 2. Bundesliga                                       | 24             | 1974-1975 | 2025-2026       | 29     |
| 2º      | Regionaliga                                         | 5              | 1969-1970 | 1973-1974       | 29     |
| 3º      | Regionaliga                                         | 1              | 1996-1997 | 1996-1997       | 1      |

#### Tornei internazionali
Nei tornei internazionali il club ha raggiunto come massimo traguardo la semifinale nella Coppa delle Coppe 1962-1963, dove venne sconfitto dall'Atlético Madrid. Di rilievo anche l'approdo ai quarti nella Coppa dei Campioni 1961-1962, dove venne battuto dal Benfica poi vincitore.
Alla stagione 2024-2025 il club ha ottenuto le seguenti partecipazioni ai tornei internazionali:
| Categoria                                | Partecipazioni | Debutto   | Ultima stagione |
| ---------------------------------------- | -------------- | --------- | --------------- |
| Coppa dei Campioni/UEFA Champions League | 2              | 1961-1962 | 1968-1969       |
| Coppa delle Coppe                        | 1              | 1962-1963 | 1962-1963       |
| Coppa UEFA/UEFA Europa League            | 2              | 1988-1989 | 2007-2008       |
| Coppa delle Fiere                        | 2              | 1965-1966 | 1966-1967       |

### Statistiche nelle competizioni internazionali
Tabella aggiornata alla fine della stagione 2018-2019.
| Competizione                  | Partecipazioni | G  | V | N | P | RF | RS |
| ----------------------------- | -------------- | -- | - | - | - | -- | -- |
| UEFA Champions League         | 2              | 8  | 5 | 1 | 2 | 16 | 14 |
| Coppa delle Coppe             | 1              | 6  | 4 | 1 | 1 | 12 | 3  |
| Coppa UEFA/UEFA Europa League | 2              | 10 | 3 | 4 | 3 | 14 | 15 |
| Coppa delle Fiere             | 2              | 4  | 0 | 1 | 3 | 2  | 6  |

## Tifoseria

### Gemellaggi e rivalità

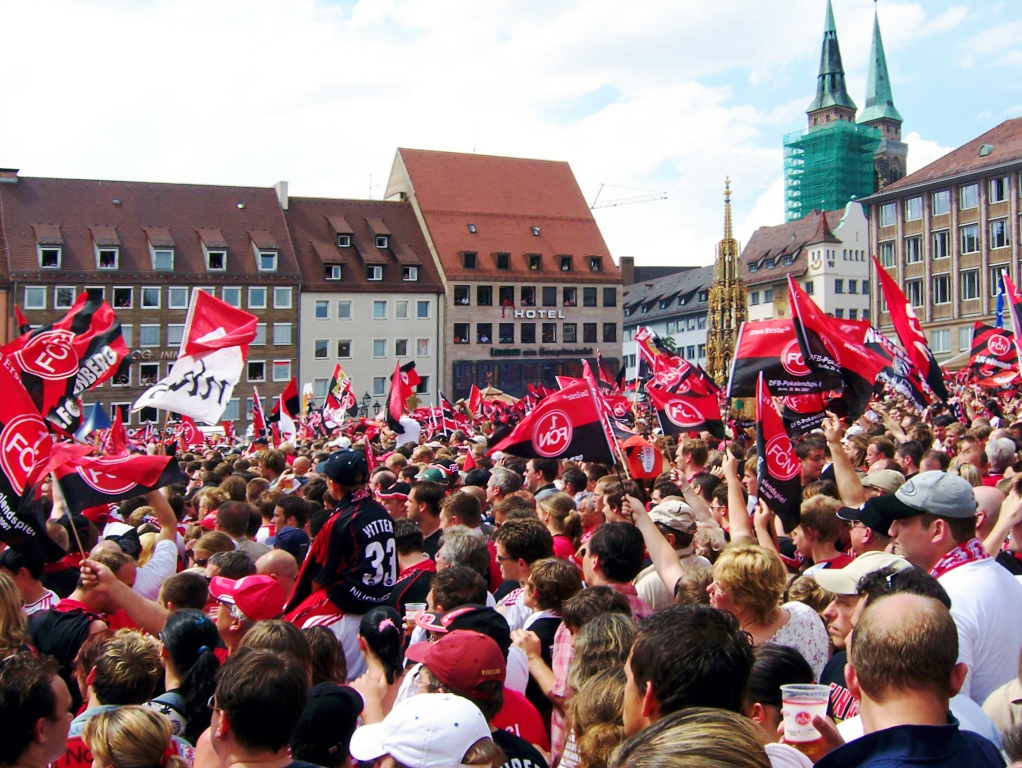
Tifosi della squadra.

Esiste un'amicizia con i tifosi dello Schalke 04, con i tifosi del Brescia, con quelli del Rapid Vienna e con quelli del Monopoli mentre le principali rivalità sono con gli altri club della Baviera, su tutti Bayern Monaco e Greuther Fürth.

## Organico

### Rosa 2024-2025
Aggiornata al 23 marzo 2025.
| N. |                      | Ruolo | Calciatore       |
| -- | -------------------- | ----- | ---------------- |
| 1  | Germania (bandiera)  | P     | Jan Reichert     |
| 2  | Danimarca (bandiera) | D     | Oliver Villadsen |
| 3  | Brasile (bandiera)   | D     | Danilo Soares    |
| 5  | Germania (bandiera)  | D     | Tim Drexler      |
| 6  | Germania (bandiera)  | C     | Florian Flick    |
| 9  | Germania (bandiera)  | A     | Semir Telalović  |
| 10 | Germania (bandiera)  | C     | Julian Justvan   |
| 14 | Germania (bandiera)  | A     | Benjamin Goller  |
| 17 | Germania (bandiera)  | C     | Jens Castrop     |
| 18 | Germania (bandiera)  | C     | Rafael Lubach    |
| 20 | Germania (bandiera)  | C     | Caspar Jander    |
| 21 | Turchia (bandiera)   | D     | Berkay Yilmaz    |
| 22 | Germania (bandiera)  | D     | Enrico Valentini |

| N. |                        | Ruolo | Calciatore         |
| -- | ---------------------- | ----- | ------------------ |
| 23 | Germania (bandiera)    | A     | Janni-Luca Serra   |
| 26 | Germania (bandiera)    | P     | Christian Mathenia |
| 28 | Francia (bandiera)     | A     | Janis Antiste      |
| 30 | Azerbaigian (bandiera) | A     | Mahir Emreli       |
| 31 | Germania (bandiera)    | D     | Robin Knoche       |
| 32 | Germania (bandiera)    | C     | Tim Janisch        |
| 33 | Germania (bandiera)    | D     | Nick Seidel        |
| 34 | Germania (bandiera)    | C     | Dustin Forkel      |
| 35 | Germania (bandiera)    | C     | Simon Joachims     |
| 36 | Germania (bandiera)    | A     | Lukas Schleimer    |
| 37 | Slovacchia (bandiera)  | P     | Michal Kukučka     |
| 39 | Germania (bandiera)    | P     | Nicolas Ortegel    |
| 44 | Rep. Ceca (bandiera)   | D     | Ondřej Karafiát    |